# Kokomo, Indiana
Kokomo este o localitate, municipalitate și sediul comitatului Howard, statul Indiana, Statele Unite ale Americii.

## Personalități născute aici
- Strother Martin (1919 - 1980), actor;
- Sylvia Jane Hutton (cunoscută ca Sylvia, n. 1956), cântăreață.